# Soki Choi
Soki Sue-Kyung Choi, född 10 december 1973 i Stockholm, är en svensk entreprenör och föreläsare, känd för sin medverkan i TV-dokumentären "IT-prinsessan" och den kontroversiella boken "Kimchi och Kombucha: Den nya vetenskapen om hur tarmbakterierna stärker din hjärna."

## Biografi
Soki Choi växte upp i Rinkeby och  Husby i Stockholm samt Huddinge som dotter till sydkoreanska immigranter. Hon gick på Adolf Fredriks musikskola men lämnade som 16-åring en påbörjad satsning som konsertpianist. Hon utbildade sig 1992–1997 till civilekonom på Handelshögskolan i Stockholm.
År 2000 var Choi en av medgrundarna till företaget BlueFactory, en tidig utvecklare av appar för mobiltelefoner, som 2004 köptes upp av Mobilaris. I sin roll som IT-pionjär blev hon även omskriven av internationell press. I oktober 2004 visade Sveriges Television IT-prinsessan, en dokumentär om Soki Choi, efter att ha följt henne under två år i början av 2000-talet.  
Soki Choi disputerade 2011 vid Karolinska Institutet på en doktorsavhandling om sammanslagningen mellan Karolinska sjukhuset och Huddinge universitetssjukhus. Under åren 2011–2014 var hon FoU-rådgivare vid Karolinska universitetssjukhuset. I december 2014 ledde hon ett samtal om åldrande på Nobel Week Dialogue som sändes på SVT.
Soki Choi har genom åren haft styrelseuppdrag bland annat för IKANO-banken, Harvard Club of Sweden, Post- och Telestyrelsen, Svensk industridesign, The Nordic Art Review, Sophiahemmets fullmäktige och BRIS.

## Kimchi och Kombucha
Hösten 2018 publicerade Bonnier Fakta Soki Chois debutantbok Kimchi och Kombucha: Den nya vetenskapen om hur tarmbakterierna stärker din hjärna. Boken var den 13:e mest sålda fackboken under 2018 men den mottog också massiv kritik och anklagades för att vara "vilseledande pseudovetenskap", "desinformation", "villfarelser kring psykisk ohälsa" och "antimedicinsk progaganda", vilket även föranledde bred kritik mot bland andra SVT som okritiskt vidarebefordrat Sokis påståenden.  Soki Choi och förlaget har i svar mot kritiken menat att boken återger tidig spjutspetsforskning.

## Utmärkelser
- 2001 – Årets Telekompris, från STF ingenjörsutbildning i samband med Telekomdagarna, med motiveringen "med sin entusiasm, engagemang och kunskap är Choi en god representant för den nya generationens svenska entreprenörer inom mobilt internet i Sverige".[25]
- 2011 – EHMA Research Award från European Health Management Association för sin avhandling där hon "utmanat traditionella föreställningar om fusioner i sjukvården".[8]

### Om Choi
- 2015 – Gustafsson, Lena; Sedell Ulrika. Bortom glastaket: 26 ledande kvinnor om karriär, drivkrafter och ledarskap. Stockholm: Liber. Libris 17400641. ISBN 9789147116942.  ”Choi är en av de 26 personerna som beskrivs i boken”